# Akszúmi uralkodók listája
A következő lista az Akszúmi Királyság ismert uralkodóit tartalmazza.

## Fénykor (100körül –630körül)
A dátumok bizonytalanok. A 4–5. századi királyok pénzeik alapján is azonosíthatóak, az érmék ezüstből és aranyból készültek.
| Pénzérme | Uralkodó                      | Uralkodott                       | Megjegyzés                                                    |
| -------- | ----------------------------- | -------------------------------- | ------------------------------------------------------------- |
| –        | Zoskales                      | 100 körül                        | A Periplus Maris Erythraei említi.                            |
| –        | Gadarat (GDRT)                | 200 körül                        | Hadjárat Dél-Arábiába.                                        |
| –        | Azaba (`DBH) más néven Adheba | 230–240 körül                    | Délarab felirat is említi.                                    |
| –        | Sembrouthes                   | 250 körül                        | Elsőként használta a "királyok királya" titulust.             |
| –        | Datawanas (DTWNS)             | 260 körül                        | Délarab felirat is említi.                                    |
|          | Endubis                       | 270–300 körül                    | Az első pénzérmék, legendáját görögül írták.                  |
|          | Aphilas                       | 4. század eleje                  |                                                               |
|          | Wazeba                        | 4. század eleje                  | Az első ge'ez nyelvű feliratok pénzérmén.                     |
|          | Ousanas                       | 320 körül                        |                                                               |
|          | Ezana                         | 333–356 körül vagy 321–360 körül | Az első keresztény király, több hadjáratot is vezetett.       |
|          | Mehadeyis (MHDYS)             | 350 körül                        |                                                               |
|          | Ouazebas                      | 4. század vége                   |                                                               |
|          | Eon                           | 400 körül                        |                                                               |
|          | Ebana                         | 5. század                        |                                                               |
|          | Nezool                        | 5. század                        |                                                               |
|          | Ousas más néven Ousanas       | 500 körül                        |                                                               |
|          | Kaleb más néven Ella Asbeha   | 520–540 körül                    | Dél-Arábia egyes részeit is uralta, antik szerzők is említik. |
| –        | Alla Amidas                   | 6. század közepe                 |                                                               |
|          | Wazena                        | 6. század közepe                 |                                                               |
|          | Wazeb (W`ZB)                  | 6. század közepe                 |                                                               |
|          | Ioel                          | 6. század közepe                 |                                                               |
|          | Hataz                         | 575 körül                        |                                                               |
| –        | Saifu                         | 577 körül                        |                                                               |
|          | Izrael                        | 590 körül                        |                                                               |
|          | Gersem                        | 600 körül                        |                                                               |
|          | Amrah                         | 614 körül                        |                                                               |
| –        | Ashaba                        | ? – 630 körül                    | Teljes nevén: Ashaba ibn Abjar.                               |

## Hanyatlás (630körül –9.vagy10. század)
A dátumok és az uralkodók sorrendje is bizonytalan. A nevek csak későbbi uralkodói listákból ismertek
| Uralkodó                     | Uralkodott         |
| ---------------------------- | ------------------ |
| Kwastantinos (Konstantinosz) | bizonytalan        |
| Wasan Sagad (Bazagar?)       | bizonytalan        |
| Fere Shanay (Fere Shernay)   | bizonytalan        |
| 'Adre'az ('Adre'azar)        | bizonytalan        |
| 'Akla Wedem                  | bizonytalan        |
| Germa Safar                  | bizonytalan        |
| Zergaz (Gergaz)              | bizonytalan        |
| Degna Mikael                 | bizonytalan        |
| Bahr Ikela                   | bizonytalan        |
| Gum                          | bizonytalan        |
| 'Asgwomgum                   | bizonytalan        |
| Letem                        | bizonytalan        |
| Talatem                      | bizonytalan        |
| 'Oda Gosh ('Oda Sasa)        | bizonytalan        |
| 'Ayzur                       | bizonytalan        |
| Dedem                        | bizonytalan        |
| Wededem                      | bizonytalan        |
| Wedem 'Asfare                | bizonytalan        |
| 'Armah                       | bizonytalan        |
| Degna Djan (Ged'a Djan)      | 9. vagy 10. század |
| 'Anbasa Wedem                | 9. vagy 10. század |
| Dil Na'od                    | 9. vagy 10. század |

## Fordítás
- Ez a szócikk részben vagy egészben  a   List of Kings of Axum című angol Wikipédia-szócikk fordításán alapul.  Az eredeti cikk szerkesztőit annak laptörténete sorolja fel. Ez a jelzés csupán a megfogalmazás eredetét és a szerzői jogokat jelzi, nem szolgál a cikkben szereplő információk forrásmegjelöléseként.
- Ez a szócikk részben vagy egészben  a   Liste der Könige von Aksum című német Wikipédia-szócikk fordításán alapul.  Az eredeti cikk szerkesztőit annak laptörténete sorolja fel. Ez a jelzés csupán a megfogalmazás eredetét és a szerzői jogokat jelzi, nem szolgál a cikkben szereplő információk forrásmegjelöléseként.